# Bagno (Reggio Emilia)
Bagno o Villa Bagno (Bāin in dialetto reggiano; Balnei in latino) è una frazione (o villa) del comune di Reggio Emilia situata 11 km ad est della città, a ridosso del comune di Rubiera. La villa è situata sulla strada statale 9 "Via Emilia", nel tratto fra Reggio Emilia e Modena, ed è conosciuta in loco per l'alta torre campanaria e per la sua particolare chiesa a forma esagonale, antica pieve alle dirette dipendenze del vescovo.

Nella frazione, a vocazione prevalentemente agricola, sono presenti alcune attività commerciali e industriali, che beneficiano della prossimità alla via Emilia.

## Geografia fisica
La frazione non è caratterizzata da un unico centro abitato bensì da diversi nuclei urbani sparsi sul territorio - specie a margine della via Emilia - e da case sparse. Fra questi sono da segnalare l'agglomerato collocato presso la chiesa parrocchiale e le aree residenziali al confine con il comune di Rubiera, in località Ospedaletto, e la frazione di Marmirolo, in località Tarabuso. Borghi storici di valenza minore sono situati nelle località Palazzina e Zimella, a sud della chiesa.

La frazione è caratterizzata dal 93% di territorio agricolo e solo da un 7% di aree urbane; tuttavia l'82% degli abitanti risiede nei quartieri residenziali. Tali dati sono comunque migliorativi rispetto al dato medio comunale .

## Storia
Il nome Bagno è probabilmente un "idronimo", legato alla morfologia acquitrinosa che un tempo caratterizzava il territorio a cavallo della via Emilia fra Reggio e Modena. Bonificata in prima istanza dai romani - ancora evidenti sono i segni della centuriazione individuati dalla viabilità locale e i numerosi reperti rinvenuti in loco - la frazione era luogo di sosta e di ristoro per i pellegrini in viaggio verso Roma.

Nel 980 nella zona era già in funzione la prima pieve cristiana ("Plebis Banium"), dalla quale dipendevano diverse filiali, le chiese dei centri minori del circondario (Marmirolo, Arceto, Cacciola, San Donnino di Liguria, Corticella, San Michele di Rioltorto).
Il monastero di San Prospero, a Reggio, conservò diversi beni presenti sul territorio di Bagno sino all'inizio del XV secolo, quando furono ceduti ai Boiardi di Rubiera. Verso la metà dell'anno 1000 la "corte" di Bagno fu sottratta ai Canossa dal vescovo di Reggio, che poi fu successivamente ceduto ai Muti di Gazzata e, nel 1331, ai Gonzaga. Dopo un breve dominio dei Fogliani e un saccheggio operato dai Boiardi nel 1361 il vescovo affidò Bagno a Feltrino Gonzaga. Da allora seguì le sorti del comune di Rubiera.

Alla fine del Settecento Bagno fu unito a Reggio, per poi diventare comune autonomo nel 1801 con Cacciola e parti di Masone e Marmirolo, cui, successivamente furono aggiunti i centri abitati delle medesime località e la villa di Roncadella. 
Dal 1815, anno della Restaurazione, entrò a far parte del comune di Reggio.

## Società

### Evoluzione demografica
Nel libro dei fuochi di Reggio del 1315 il "comune" di Bagno comprendeva 48 capifamiglia (41 mezzadri e 7 cittadini), divenuti poi 777 nel 1676 e 588 alla fine del XVIII secolo.

Dalla seconda metà del Novecento la frazione ha subito un periodo di stagnazione demografica dovuto al lento abbandono delle attività agricole da parte di molte famiglie che si trasferirono nei centri maggiori. Dopo il 1990 la popolazione della villa ha ripreso a crescere vistosamente parallelamente alla forte crescita urbanistica che ha interessato tutte le frazioni di Reggio. La popolazione è così passata dai 1.729 abitanti del 1962, ai 1.562 del 1983 sino ai 2.840 del 2010.

## Monumenti e luoghi d'interesse

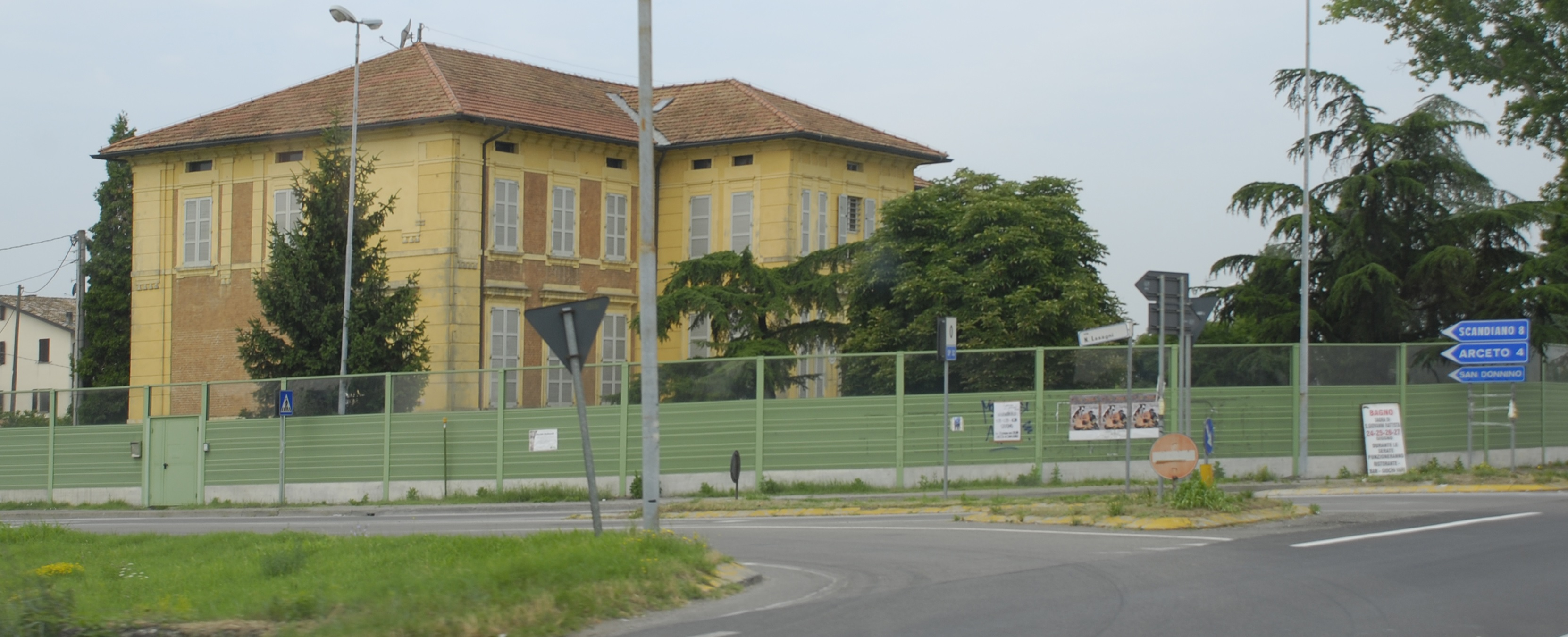
La vecchia scuola elementare di Bagno

### Luoghi di culto
La chiesa parrocchiale di Bagno è dedicata alla Natività di San Giovanni Battista. Aveva qui un podere il monastero di San Prospero di Reggio. La prima cappella edificata a Bagno ricevette la sua consacrazione verso l'anno 1160. L'attuale chiesa fu fondata nel 1717 dall'arciprete Don Francesco Montanari, che la progettò e la fece edificare a sue spese. Fu poi consacrata solennemente il 24 giugno 1738 sotto il nome della Natività di San Giovanni Battista. Presso la chiesa sorge il maestoso campanile, eretto dallo stesso Don Montanari e terminato dall'Arciprete Cagnoli che vi collocò un concerto di cinque grosse campane. La vista interna della chiesa sorprende per l'unica navata a forma esagonale, con colonne di stile ionico. I quattro altari laterali sono tutti dedicati alla Madonna (Madonna del Carmine, della Ghiara, Concezione e Addolorata). Notevole è la tela di Palma il Giovane, raffigurante San Giovanni, posto nell'ancona dell'altare maggiore. Residenza estiva del vescovo di Reggio, la parrocchia di Bagno fu, sino alla seconda metà del Novecento, una delle parrocchie più ricche della Diocesi di Reggio Emilia-Guastalla. Ne era testimonianza l'alto numero dei possedimenti e dei benefici parrocchiali affidati ad essa. Nel territorio della villa, oltre la chiesa parrocchiale, sono presenti altri luoghi di culto, per lo più oratori privati e piccole maestà: 
- l'oratorio di San Michele Arcangelo;
- l'oratorio della Beata Vergine dei Battistini;
- l'oratorio di Santa Lucia.

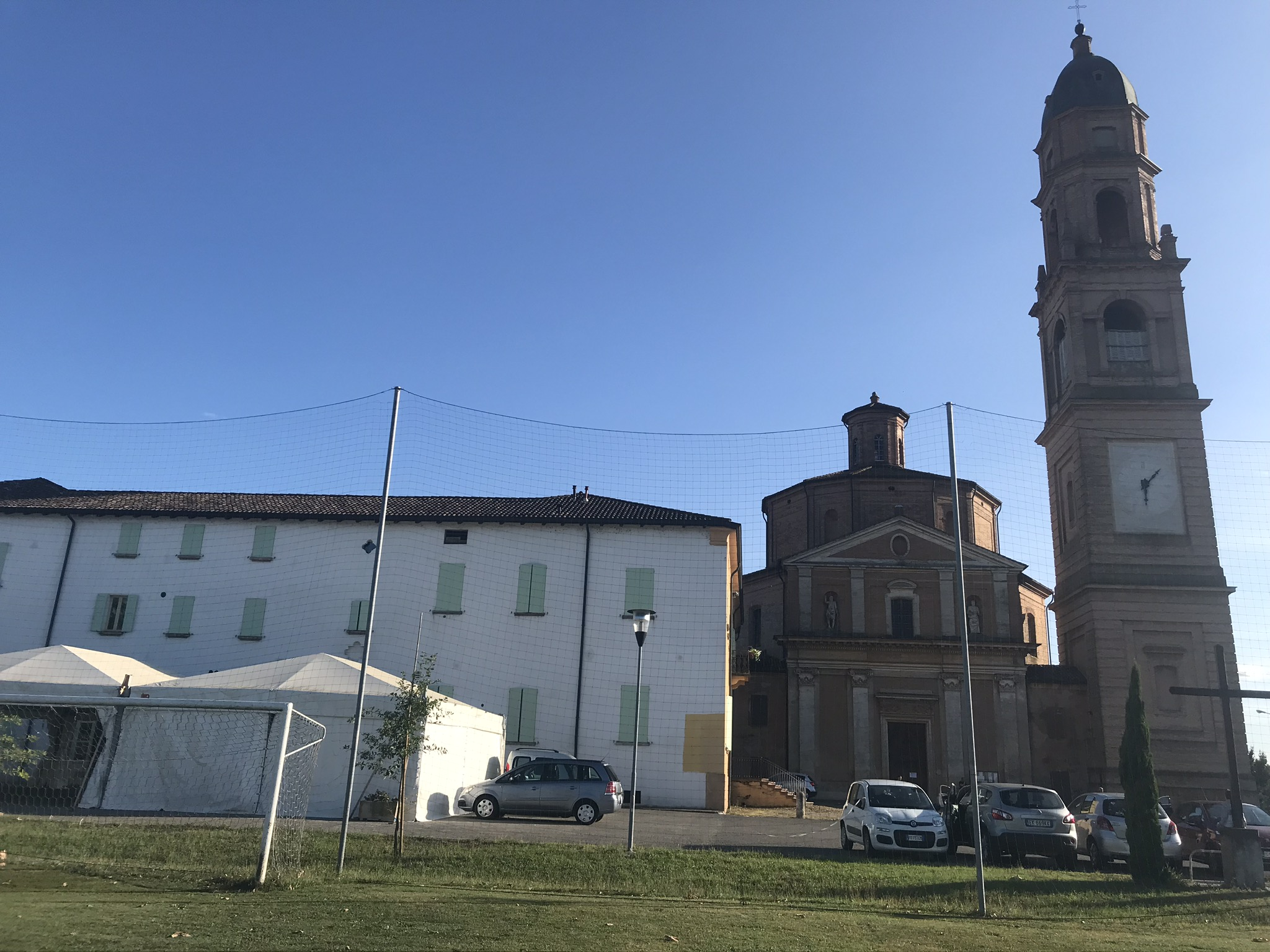
Canonica e chiesa parrocchiale di Bagno

Sino al 1967 Bagno era sede di vicariato, poi accorpato al vicariato di Rubiera e, dagli anni 2000 al vicariato di Rubiera-Scandiano. La parrocchia di Bagno, oltre alle sale giochi e ai campi sportivi, è dotata di una scuola dell'infanzia, un tempo gestita dalle Figlie di Maria Missionarie, ordine religioso oggi non più presente in parrocchia. Ancora oggi la parrocchia detiene il titolo di arcipretura.